# Wilton (Minnesota)
Wilton es una ciudad ubicada en el condado de Beltrami en el estado estadounidense de Minnesota. En el Censo de 2010 tenía una población de 204 habitantes y una densidad poblacional de 33,29 personas por km².

## Geografía
Wilton se encuentra ubicada en las coordenadas 47°30′21″N 94°59′46″O / 47.50583, -94.99611. Según la Oficina del Censo de los Estados Unidos, Wilton tiene una superficie total de 6.13 km², de la cual 6.01 km² corresponden a tierra firme y (1.99%) 0.12 km² es agua.

## Demografía
Según el censo de 2010, había 204 personas residiendo en Wilton. La densidad de población era de 33,29 hab./km². De los 204 habitantes, Wilton estaba compuesto por el 91.67% blancos, el 0% eran afroamericanos, el 1.47% eran amerindios, el 1.47% eran asiáticos, el 0% eran isleños del Pacífico, el 0% eran de otras razas y el 5.39% pertenecían a dos o más razas. Del total de la población el 0.98% eran hispanos o latinos de cualquier raza.